# Курбах, Манфред
Манфред Курбах (нем. Manfred Curbach, род. 28 сентября 1956, Дортмунд) — немецкий инженер-строитель и профессор университета. Он является одним из ведущих фигур в развитии текстильного бетона и углеродного бетона.

## Биография
Манфред Курбах сдал выпускные экзамены в средней школе Альберта Эйнштейна в Дортмунде в июне 1976 года. Он учился с 1977 по 1982 год в Техническом университете Дортмунда по строительству, специализируясь на строительной технике. В 1980 году он был принят в Studienstiftung des Deutschen Volkes. Получив диплом, он работал стипендиатом в Фонде Принстонского университета в США с Дэвидом П. Биллингтоном на тему «Мостовое строительство в США» и «Робер Майяр».
С 1982 по 1988 год Манфред Курбах был научным сотрудником Йозефа Эйбла, сначала в Университете Дортмунда, затем в Карлсруэском университете, где он получил докторскую степень в 1987 году. В 1988 году он перешёл в инженерное бюро Köhler + Seitz в качестве менеджера проекта, где он был партнёром с 1994 по 2004 год.
С августа 1994 года Манфред Курбах имеет профессуру за прочное строительство Дрезденского технического университета, который по-прежнему остается его основной сферой деятельности. С 1997 года он является инженером-испытателем для структурного проектирования, специализированной прочной конструкции, а с 2005 года является партнёром недавно созданного инженерного партнера инженерного бюро Curbach Bösche в Дрездене. В декабре 2014 года была основана компания CarboCon GmbH, которая специализируется на проектировании, строительстве, расчетах и строительстве с использованием железобетона из углеродного волокна. Curbach является одним из трех учредителей.

## Исследование

### Текстильный/Углеродный бетон
Манфред Курбах работает в фундаментальных исследованиях и прикладных исследованиях по разработке текстильного бетона и углеродного бетона вплоть до перехода на практику. С 1999 по 2011 год Курбах был представителем Центра совместных исследований 528 «Текстильные подкрепления для структурной арматуры и ремонта». В рамках этой исследовательской программы был разработан и исследован новый композиционный материал из высокопрочного мелкозернистого бетона и высокоэффективных волокон (изготовлен из различных материалов, таких как щелочно-устойчивое стекло, а позднее в основном углеродные волокна), а также в экспериментальных проектах в сотрудничестве с компаниями v. а. от строительной отрасли к практике.
Курбах является лидером консорциума в одном из десяти проектов, которые финансируются проектом BMBF Zwanzig20 с доходом до 45 миллионов евро. Консорциум C³ — Carbon Concrete Composite нацелен на внедрение совершенно новой конструкции из железобетона (CarbonBeton).
Дальнейшими темами исследований являются материальное поведение бетонов в многоосных нагрузках или при высоких скоростях загрузки.

### Импакт
Курбах работает в фундаментальных исследованиях по теме динамичной динамики / воздействия на конкретные и конкретные структуры и создал всемирно признанный центр по этой теме.

### Многоосность
Курбах дал авторитетные результаты по многоосевой загрузке бетона, особенно сверхпрочного бетона, и создал исследовательскую группу в этой экспериментальной и теоретической очень сложной теме.

### Мосты
Организовывая ежегодный Dresdner Brückenbausymposium, Курбах удалось создать национальный и теперь международный центр и место встречи для инженеров-строителей мостов. Благодаря этому симпозиуму, а также по проектированию, расчету и строительству крупных мостов возникло долгосрочное влияние на строительство моста.

### История бетонного строительства
Благодаря исследованиям национальной и международной истории конкретного строительства в настоящее время растет осознание во всем мире сообщества гражданского строительства для их собственной истории.

## Членствa
С 1999 года Манфред Курбах является членом научного консультативного совета журнала Beton- und Stahlbetonbau, с 2010 года возглавляет немецкую делегацию Международной ассоциации бетонов и с февраля 2012 года проводит обзорный совет Немецкого научно-исследовательскогое общество (Deutsche Forschungsgemeinschaft DFG). Он является членом совета и исследовательского совета Германского комитета по железобетону (Deutscher Ausschuss für Stahlbeton DAfStb), где он был председателем исполнительного совета с 2004 по 2012 год. С 2002 по 2008 год он был членом Сената Немецкого научно-исследовательскогое общество, а с 2003 по 2008 год — председателем правления VDI-Gesellschaft Bautechnik. Curbach является членом научного консультативного совета Федерального института гидравлической инженерии (Bundesanstalt für Wasserbau BAW) с 2011 года и возглавляет этот консультативный совет с 2015 года.
В международная федерация fib (fédération internationale du béton) Курбах направляет целевую группу в текстильно-железобетонную и контрольную группу по истории конкретного строительства.

## Награды
15 ноября 2011 года Манфред Курбах получил почетную докторскую степень в Университете Кайзерслаутерна за выдающиеся научные достижения в области конструкторского проектирования, его услуги по последовательной реализации результатов исследований в практике строительства и его образцовой личности.
С июня 2013 года Курбах является членом Национальной академии наук Леопольдинa. В 2017 году он был удостоен чести провести престижную рождественскую лекцию в Леопольдинe. В сентябре 2014 года VDI Society Building and Building Technology присудила медаль Почетности Вольфганга Зерны на ежегодной конференции Манфреда Курбаха за «выдающиеся достижения в области технологии строительства».
В 2016 году Курбах был избран в Саксонскую Академию наук.
В 2016 году Манфред Курбах вместе с Чокри Шерифом и Питером Оферманном получил премию «Deutscher Zukunftspreis», которая присуждается федеральным президентом Германии.
- Carl-Friedrich-Gauß-Medaille[нем.] (2019)

## Произведения
- Мост Donaubrücke Fischerdorf (1988)
- Мост Spessart, Дорожный мост через главный в Вертхайме (1989—1990)
- Мост Mainbrücke Retzbach-Zellingen (1990—1991)
- Мост Neckarbrücken в ходе строительства B 312 между B 10 и B 14/29 в Штутгарте (1992—1993)
- Мост Mainbrücke Oberndorf в ходе строительства Автомагистрали A 70 (1993)
- Мост Saalebrücke Rudolphstein
- Текстильные бетонные мосты в Oschatz (2005) и Kempten (2007)

## Публикации

### Избранные публикации
- May, Sebastian; Michler, Harald; Schladitz, Frank; Curbach, Manfred. Lightweight ceiling system made of carbon reinforced concrete (англ.) // Structural Concrete : journal. — Wiley, 2018. — 10 April. — ISSN 1464-4177. — doi:10.1002/suco.201700224.
- Frenzel, Michael; Curbach, Manfred. Shear strength of concrete interfaces with infra-lightweight and foam concrete (англ.) // Structural Concrete : journal. — Wiley, 2017. — 26 October (vol. 19, no. 1). — P. 269—283. — ISSN 1464-4177. — doi:10.1002/suco.201700015.
- Hegger, Josef; Curbach, Manfred; Stark, Alexander; Wilhelm, Sebastian; Farwig, Kristina. Innovative design concepts: Application of textile reinforced concrete to shell structures (англ.) // Structural Concrete : journal. — Wiley, 2017. — 23 November (vol. 19, no. 3). — P. 637—646. — ISSN 1464-4177. — doi:10.1002/suco.201700157.
- Quast, Matthias; Curbach, Manfred. Concrete under biaxial dynamic compressive loading (неопр.) // Procedia Engineering. — Elsevier BV, 2017. — Т. 210. — С. 24—31. — ISSN 1877-7058. — doi:10.1016/j.proeng.2017.11.044.
- Schmidt, Angela; Curbach, Manfred. Design optimization to increase the (buckling) stability of concrete columns (англ.) // Structural Concrete : journal. — Wiley, 2017. — 23 March (vol. 18, no. 5). — P. 680—692. — ISSN 1464-4177. — doi:10.1002/suco.201600183.
- Wilhelm, Sebastian; Curbach, Manfred. Experimental and nonlinear numerical analysis of underwater housings for the deep sea, made of ultra-high performance concrete (англ.) // Structural Concrete : journal. — Wiley, 2017. — Vol. 18, no. 1. — P. 216—224. — ISSN 1464-4177. — doi:10.1002/suco.201600018.
- Zobel, Robert; Curbach, Manfred. Numerical study of reinforced and prestressed concrete components under biaxial tensile stresses (англ.) // Structural Concrete : journal. — Wiley, 2017. — 23 February (vol. 18, no. 2). — P. 356—365. — ISSN 1464-4177. — doi:10.1002/suco.201600077.
- Máca, P.; Panteki, E.; Curbach, M. Bond stress-slip behaviour of concrete and steel under high-loading rates (англ.) // International Journal of Computational Methods and Experimental Measurements : journal. — WITPRESS LTD., 2016. — 20 July (vol. 4, no. 3). — P. 221—230. — ISSN 2046-0546. — doi:10.2495/cmem-v4-n3-221-230.
- Ritter, Robert; Curbach, Manfred. Shape of Hypersurface of Concrete under Multiaxial Loading (англ.) // ACI Materials Journal : journal. — American Concrete Institute, 2016. — Vol. 113, no. 1. — ISSN 0889-325X. — doi:10.14359/51688182.
- Beckmann, Birgit; Schicktanz, Kai; Reischl, Dirk; Curbach, Manfred. DEM simulation of concrete fracture and crack evolution (англ.) // Structural Concrete : journal. — Wiley, 2012. — Vol. 13, no. 4. — P. 213—220. — ISSN 1464-4177. — doi:10.1002/suco.201100036.

### Публикации для Германского комитета по железобетону («Grüne Hefte» DAfStb)
- Manfred Curbach, Silke Scheerer, Kerstin Speck, Torsten Hampel: Experimentelle Analyse des Tragverhaltens von Hochleistungsbeton unter mehraxialer Beanspruchung. Heft 578, 2011.
- Manfred Curbach, Kerstin Speck: Konzentrierte Lasteinleitung in dünnwandige Bauteile aus textilbewehrtem Beton. Heft 571, 2008.
- Manfred Curbach, Kerstin Speck: Mehraxiale Festigkeit von duktilem Hochleistungsbeton. Heft 524, 2002.
- Manfred Curbach u. a.: Sachstandsbericht zum Einsatz von Textilien im Massivbau. Heft 488, 1998.
- Manfred Curbach, Thomas Bösche: Verwendung von Bitumen als Gleitschicht im Massivbau. Heft 485.

### Дальнейшие публикации
Подробный список публикаций доступен на веб-сайте Института бетонных структур.